# Edifici Barrachina
L'Edifici Barrachina és una construcció situada a la plaça de l'Ajuntament de València número 2, al barri de Sant Francesc.
És obra de l'arquitecte valencià Javier Goerlich en col·laboració amb Francisco Almenar i Cayetano Borso di Carminati, construït entre els anys 1929 i 1930 per encàrrec de l'empresari aragonès Martín Barrachina Benagues, el cognom del qual dona nom a l'edifici.
L'edifici consta de planta baixa (ús comercial), planta entresòl, sis plantes altes destinades a l'ús residencial, una planta d'àtics i una torre que remata el xamfrà. La façana principal dona a la plaça de l'Ajuntament i discorre entre els carrers d'En Llop (al nord) i de la Sang (al sud), rematant ambdues cantonades en forma de xamfrà.
D'estil classicista monumental barrejat amb elements del barroc valencià. Els xamfrans destaquen com a elements del disseny més acurat de l'edifici. Per al que dona al carrer de la Sang s'usen columnes d'ordre jònic que recorre les plantes de tercera a la sisena i es rematen els cossos laterals que emmarquen el cos cilíndric de l'edifici amb dos frontons triangulars i que es prolonguen en altura mitjançant una llinterna o torre. Al xamfrà amb el carrer d'En Llop s'incorpora un mirador tancat amb forma cilíndrica entre pilastres dòriques suportat per mènsules. La galeria que remata a l'altura de l'àtic presenta formes estilitzades que remeten a l'art déco.
La façana principal que recau a la plaça presenta la clàssica estratificació tripartida en altura: baixa i entresol com a basament, separada de la resta de plantes superiors mitjançant el balcó corregut amb balustrada de la planta segona. Mentre que el gruix d'altures s'organitza mitjançant una sèrie d'obertures verticals amb volades protegides per ampits de forja, l'última planta es compon de grans finestres de llinda, decorades per una línia de denticles, entre pilastres dòriques, al mateix temps que l'àtic es recula, de nou, després d'una balustrada. Es conserva la marquesina metàl·lica original que envolta el perímetre del xamfrà de la façana principal.
La planta baixa al complet va estar ocupada durant dècades per Casa Barrachina, un establiment hostaler molt conegut a la ciutat i famós pels seus entrepans. En el vestíbul de l'edifici es pot observar la llegenda edifici Barrachina 1930.